# Vargtjärnen, Lappland
Vargtjärnen är en sjö i Storumans kommun i Lappland och ingår i Umeälvens huvudavrinningsområde.